# 김형연
김형연(金炯淵, 1966년 7월 9일 ~ )은 대한민국의 판사와 대통령 법무비서관, 법제처장을 지낸 변호사이다. 법관 재직 시 사법부 내에서 진보 성향의 대표 격 판사라는 평가를 받아왔다.

## 생애
2009년에 신영철 대법관의 촛불시위 재판 개입 의혹이 제기되자 그의 용퇴를 처음으로 촉구하는 글을, 2012년에는 후보자 매수 혐의로 기소된 곽노현 전 서울시 교육감에게 벌금형을 내린 재판부에 대해 검찰이 ‘상식에 반하는 화성인 판결’이라고 맹비난하자 검찰을 악성민원인으로 비유하며 비판하는 글을, 법원 내부망에 올리는 등 ‘법원 내,외부로부터의 법관독립’을 강조하며 이를 구현하기 위해 법원 내에 법관독립위원회를 설치할 것을 주장했다.
2017년, 법원 내 학술모임인 국제인권법연구회의 간사로 선출된 후 ‘국제적 비교를 통한 법관인사제도의 모색-법관독립 강화의 관점에서’라는 학술대회를 주관하였고, 그 과정에서 법원행정처가 국제인권법연구회를 탄압하는 조치를 취하자 양승태 대법원장에게 진상조사를 요구하며 항의했다. 이는 그 후에 양승태 대법원장이 구속되어 기소되는 단초가 되었다. 
반려동물 관념이 자리 잡기 전인 2004년, 반려견에 대한 의료과오를 인정하며 수의사로 하여금 반려견주에게 위자료를 명하는 사법사상 첫 판결을 선고하였고, 이는 반려동물 관련 리딩 케이스가 되었다.
2016년에는, 현대제철의 사내하청 근로자들이 원청인 현대제철을 상대로 근로자지위확인을 구한 사건에서 직접 생산공정이 아닌 부수적 업무를 수행하는 사내하청 근로자도 원청과 근로자관계에 있다는 판결을 선고하였다. 이는 자동차업계에서 직접 생산공정 업무를 보는 사내하청 근로자에 한해 근로자관계를 인정한 기존 판결례보다 근로자관계의 범위를 대폭 확대한 판결로 노동계에서 평가받고 있다.     
문재인 정부의 초대 법무비서관으로서, 2018년 국회에 제출된 대통령 개헌안의 성안을 실무 차원에서 주도하였고, 이전 정부보다 청와대 내에서 법률자문을 보편화하는 역할을 하였다.
제33대 법제처장으로서, 정부 내 법률자문이라는 새로운 기능을 법제처에서 시작하여 안착시켰고, 행정의 원칙과 기준을 정립한 행정기본법안을 제정하여 국회에 제출하였다.

## 학력
- 인천 만석초등학교 15회 졸업
- 인천 선인중학교 17회 졸업
- 인천고등학교 84회 졸업
- 서울대학교 사회교육학 학사

## 경력
- 1997 : 제39회 사법시험 합격
- ~2000.01: 제29기 사법연수원 수료
- 2000.02 ~ 2002.02: 서울지방법원 예비판사
- 2002.02 ~ 2004.02: 서울지방법원 서부지원 판사
- 2004.02 ~ 2007.02 : 춘천지방법원 원주지원 판사
- 2007.02 ~ 2009.02: 인천지방법원 부천지원 판사
- 2009.02 ~ 2011.08: 서울남부지방법원 판사
- 2011.08 ~ 2012.02: 서울중앙지방법원 판사
- 2012.02 ~ 2013.02: 서울고등법원 판사
- 2013.02 ~ 2015.02: 헌법재판소 파견
- 2015.02 ~ 2017.02: 광주지방법원 순천지원 부장판사(파견복귀)
- 2017.02 ~ 2017.05: 인천지방법원 부장판사
- 2017.05 ~ 2019.05: 대통령비서실 민정수석비서관실 법무비서관
- 2019.05 ~ 2020.08: 법제처장
- 2020.11 ~ : 법무법인(유한) 동인 변호사
- 2024.03 ~ : 조국혁신당 입당
- 2024.12 ~ : 위헌적 비상계엄 선포를 통한 내란 행위의 진상규명을 위한 특별검사 후보 추천위원(조국혁신당)

## 역대 선거 결과
| 실시년도 | 선거   | 대수 | 직책     | 선거구   | 정당       | 득표수      | 득표율          | 순위          | 당락 | 비고 |
| -------- | ------ | ---- | -------- | -------- | ---------- | ----------- | --------------- | ------------- | ---- | ---- |
| 2024년   | 총선   | 22대 | 국회의원 | 비례대표 | 조국혁신당 | 6,874,278표 | \| \| 24.25% \| | 비례대표 14번 | 낙선 |      |
|          | 24.25% |      |          |          |            |             |                 |               |      |      |